# The Norm Show
The Norm Show è una sitcom americana trasmessa dalla ABC dal 1999 al 2001. Fu creata da Norm Macdonald, che interpreta anche il protagonista, e Bruce Helford.

## Trama
Lo show segue la vita di Norm Henderson (Norm Macdonald), un ex giocatore di Hockey che viene bandito a vita dal campionato a causa di evasione fiscale e gioco d'azzardo. Per evitare la galera, Norm decide di svolgere cinque anni di lavori sociali.

## Produzione
Originariamente in onda il mercoledì sera dopo The Drew Carey Show, la serie è stata una delle sitcom più apprezzate su ABC tra gli adulti 18-49 durante la sua prima stagione. ABC ha continuato a mantenere la serie il mercoledì per la sua seconda stagione, anche se inizialmente l'ha spostata un'ora prima. A novembre, la serie è tornata alla fascia oraria originale, prima di tornare di nuovo a gennaio. Ciò ha fatto fluttuare le valutazioni nella seconda stagione. Quando la serie è stata rinnovata per una terza stagione, la ABC ha spostato Norm al venerdì sera (noto anche come slot della morte del venerdì sera). La terza stagione ha visto ancora più cambi di tempo e fluttuazioni di rating. Questo, oltre alle valutazioni basse, ha portato la ABC a cancellare la serie nel maggio 2001.

## Cast e personaggi

### Personaggi principali
- Norm Henderson, interpretato da Norm Macdonald
- Laurie Freeman, interpretata da Laurie Metcalf
- Danny Sanchez, interpretato da Ian Gomez

## Episodi
| Stagione         | Episodi | Prima TV USA  |
| ---------------- | ------- | ------------- |
| Prima stagione   | 10      | 24 marzo 1999 |
| Seconda stagione | 20      | 15 marzo 2000 |
| Terza stagione   | 24      | 6 aprile 2001 |